# Emmalaan 9a
Landhuis Emmalaan 9a  is een gemeentelijk monument in Baarn in de provincie Utrecht. Het huis staat in de villawijk Wilhelminapark die onderdeel is van het rijksbeschermd dorpsgezicht Prins Hendrikpark e.o.
In de tijd van de bouw maakte het bouwtype 'villa' steeds meer plaats voor het type 'landhuis'. Dit kenmerkt zich door het gebruik van latwerk en imitatievakwerk in vooral de topgevels. Het pand Emmalaan 9a heeft daar de kenmerken van. Door het wit sauzen van de buitenkant heeft de villa een heel ander aanzien gekregen. Aan de asymmetrische gevel is een topgevel met erker en een overdekte ingang gemaakt.
De uitbouw aan de achterzijde is uit 1932.